# Droit grec

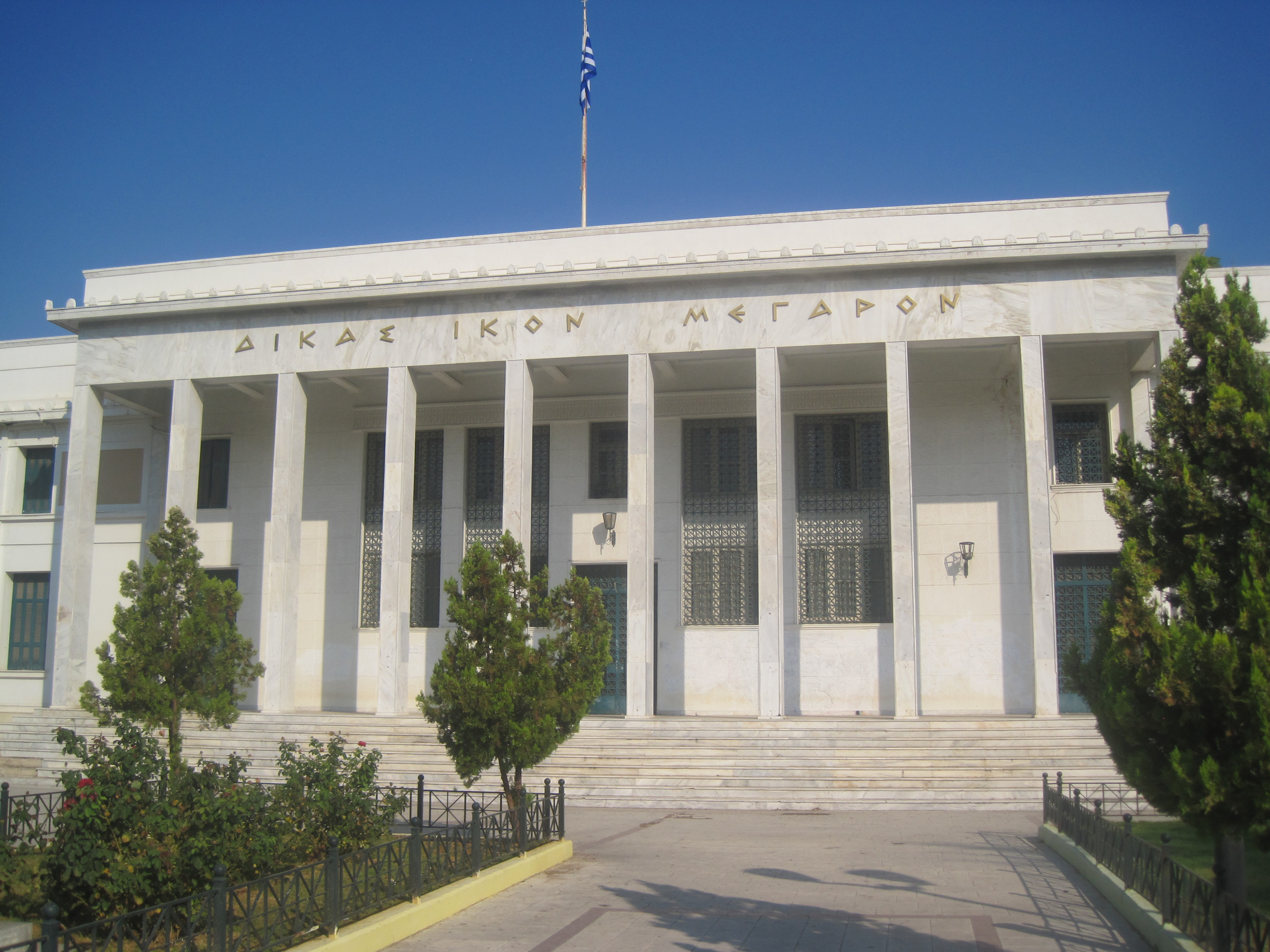
Palais de Justice de Corinthe.

Le droit grec est le droit de tradition civiliste, de la sous-catégorie austro-germanique, appliqué en Grèce.

## Histoire

### Droit grec ancien
La culture légale grecque trouve son origine, bien que de manière très diffuse, dans le droit grec ancien, de 1000 ans av. J.-C. au Ier siècle av. J.-C. quand Rome conquit la Grèce. Cette notion de droit grec ancien reste hétérogène en ce qu'il fait référence aux droits des différentes cités-États grecques, qui partageaient des caractéristiques communes. Les villes avec une organisation politique similaire étaient légalement plus proches que celles aux régimes différents. La notion de droit grec ancien fait référence à une famille de cultures légales, chacun représentant un ordre légal différent.
La terminologie faisant référence au droit changea dans le temps, indiquant une transition entre les croyances en un droit d'inspiration divine et un droit construit par l'homme. Dans les anciens textes, le terme désignant les sources contenant les règles de comportement de l'homme, « themis », avait une connotation religieuse. Il fut peu à peu remplacé par le mot « dike », un dérivé du verbe « deiknymi », signifiant « montrer » ou « démontrer ». Le mot « nomos » fut utilisé plus tard, durant la période sophiste. Il provient du verbe « nemoo » signifiant « distribuer ». « Nomos » représentait la croyance selon laquelle la distribution des biens et des droits entre les personnes était l’œuvre de l'homme et non des dieux.

### Période romaine
À la suite de la conquête de la Grèce par Rome en 146 av. J.-C., les Romains introduisirent la notion de science légale, c'est-à-dire le droit en tant que discipline.
L'histoire du droit romain débute lorsque ce droit devint un droit écrit aux alentours du Ve siècle av. J.-C. quand il fut rédigé par une commission. Le droit romain était marqué par qu'il y avait une distinction entre le droit des provinces et le droit de l'Empire.

### Époque byzantine
Par la suite, la Grèce fut intégrée à l'Empire romain d'Orient à la suite de la division de l'Empire. La science légale continua d'être appliquée dans les années byzantines. Lorsque Justinien monta sur le trône en 527, il décida de codifier entièrement la législation. Ce fut le premier processus de codification qui donna lieu au corpus juris civilis, ou code Justinien. En 892, le corpus iuris civilis fut traduit du latin au grec. L'influence des Basiliques, un code législatif promulgué par l'empereur Léon VI le Sage en 888 dura jusqu'à la création de l’État grec moderne. Les Basiliques inclurent à la fois le Code Justinien, le Digeste, les Institutes et les Novelles. Certaines parties considérées comme obsolètes furent éliminées, et le reste firent l'objet d'un réarrangement,.
Déjà au VIIIe siècle, son prédécesseur Léon III avait voulu moderniser le code hérité de Justinien en publiant l'Ecloga (du grec eklogē, littéralement « sélection ») : il fut publié en Grec et non plus en Latin et, tout en reprenant la majeure partie des dispositions héritées du droit romain, se basa sur la morale chrétienne. Les veuves et orphelins font désormais l'objet d'une protection juridique. Le droit des femmes et des enfants fut renforcé au détriment de l'autorité paternelle qui n'était plus absolue. La peine de mort et la mutiliation forment les bases du droit criminel, mais sont désormais strictement encadrées. L'inceste et l'homosexualité demeurent passibles de la peine de mort. Surtout, l'Ecloga permet pour la première fois de définir la corruption en droit byzantin en se basant sur la charité chrétienne : « Ceux-là cependant qui sont employés pour appliquer les lois, Nous leur conseillons et à la fois leur ordonnons de se tenir loin de toutes les passions humaines et avec le jugement sain de donner des sentences de vraie justice et de ne pas mépriser le pauvre, et de ne pas laisser impuni le riche infracteur. »
Avec la conquête franque de l'Empire Byzantin et la prise de Constantinople en 1204 par les Latins lors de la Quatrième croisade, le droit en vigueur dans la péninsule grecque évolue substantiellement sous l'influence du droit féodal franc. Se développe dans la principauté franque d'Achaïe et ses dépendances (duché d'Athènes, marquisat de Bodonitza, comté palatin de Céphalonie et de Zante, duché de Naxos, seigneurie de Tinos et Mykonos) un droit mixte introduisant la féodalité en Grèce. Ce droit s'appuie sur la Partitio imperii conclu entre les Croisés et la république de Venise et est essentiellement oral : il ne sera codifié qu'entre 1324 et 1330 sous le titre de Liber Consuetudinum Imperii Romanie (connu en français sous le nom d'Assises de Romanie). La seule source écrite avant cette codification est le Registre des fiefs mis en place en 1209 et révisé sous l'impulsion de Guillaume de Villehardouin en 1210 formalisant la répartition des terres et délimitant la suzeraineté des princes francs. Le droit de la Morée est donc dominé par le fait de la conquête franque. Selon David Jacoby de l'université hébraïque de Jerusalem, les Assises de Romanie sont une codification de pratiques féodales de portée générale, sans démarche de constituer un corpus juridique cohérent comme les Assises de Jérusalem du royaume franc de Chypre. Le droit franc s'appliqua sur l'île de Céphalonie jusqu'en 1483 (date de la conquête de l'île par Venise), le comte palatin de Céphalonie étant même un des dix pairs de la Principauté d'Achaïe ; dans le duché d'Athènes de 1258 à la conquête ottomane en 1456 ; dans le duché de Naxos et ses dépendances des Cyclades jusqu'à la fin du XVIe siècle malgré deux périodes d'occupation vénitienne (un acte notarial du 23 mars 1587 rédigé par un notaire de Naxos témoigne de cette survivance, bien après que les Ottomans eurent pourtant pris possession de l'île en 1566) ; Négrepont (actuelle Eubée) appliqua les Assises jusqu'en 1390, date à laquelle Venise prit possession de l'île et imposa un droit d'extra territorialité pour ses ressortissants, tout en maintenant à la suite de protestations de la municipalité de Chalcis les us et coutumes de Romanie à partir de 1421, et ce jusqu'à la conquête ottomane en 1470 ; la principauté d'Achaïe et tout le Péloponnèse qui était sous domination franque jusqu'en 1430,.
La Crète, Modon, Coron et Nauplie qui appartenaient à la république de Venise n'ont jamais appliqué le droit des Assises de Romanie mais furent soumises au droit vénitien jusqu'à la conquête ottomane.

### Période ottomane
Après la conquête de Constantinople en 1453, la majeure partie des populations grecques fut intégrée à l’Empire ottoman. L'Empire ottoman, en dépit du fait qu'il contenait des populations aux nationalités et religions différentes, était un État théocratique gouverné par des Musulmans selon le droit musulman. En essence, la structure de l’Empire ottoman combinait le mode de vie nomade, l’administration orthodoxe et l'esprit musulman. L'islam fournit un modèle d'organisation basé sur l’autonomie religieuse. Le Coran fut appliqué, selon lequel les Chrétiens et Juifs étaient, comme les Musulmans, « Peuple du Livre » (peuples auxquels les écritures saintes ont été révélées).

### Grèce moderne
La guerre d'indépendance de la Grèce débuta le 25 mars 1821 et, en anticipation de leur indépendance, les Grecs rédigèrent trois projets de constitutions : la Constitution de 1822 (Syntagma tis Epidavrou), la Constitution de 1823 (Syntagma tou Astrous) et la Constitution de 1828 (Syntagma tis Troizinas). Finalement la souveraineté de la Grèce fut reconnue par le Protocole de Londres de février 1830 et réaffirmée par le traité de Constantinople de 1832 qui créa la royaume de Grèce. Cependant, Othon, le premier roi de Grèce dirigea sans Constitution ou participation démocratique. À l'origine, il régnait dans le cadre d'un Conseil de régence de 1832 à 1835 et devint un monarque absolu de 1835 à 1843. À la suite de la révolution du 3 septembre 1843, la constitution de 1844 fut adoptée. Cependant, la contestation populaire continua d'augmenter jusqu'à son départ et exil en Bavière en 1862. Il fut suivi par Georges Ier dont le règne fut marqué par la Constitution de 1864.
La première constitution adoptée en 1822 au début de la guerre d'indépendance prévoit la codification du droit civil. L'article 90 de la Constitution (dite Constitution d'Épidaure, ville où siégeait alors l'Assemblée nationale grecque) prévoyait l'établissement d'une commission pour élaborer un code civil : « Le Conseil exécutif est chargé de former une commission qui sera composée d'hommes recommandables, tant par leurs lumières que par leurs vertus. Cette commission sera chargée de la rédaction des lois qui formeront les codes civil, criminel, commercial, etc. Ces lois seront soumises à l'approbation du Sénat et du Conseil. » La base du droit civil et pénal grec était alors le droit byzantin : « En attendant la publication de ces lois, les jugements seront rendus d'après les lois de nos ancêtres, promulguées par les empereurs grecs de Byzance, et d'après les lois publiées par le gouvernement actuel. » Le droit commercial applicable était le droit commercial français. Un premier code mélangeant droit civil et pénal, appelé l'Anthologie des Délits ou Apanthisma (Απάνθισμα των Εγκληματικών) fut promulgué le 1er janvier 1823. Ce code civil et pénal était censé être provisoire et s'appuyait en grande partie sur le droit byzantin qui continuait d'avoir force de loi.
L'une des premières mesures prises par le nouveau gouvernement du royaume de Grèce fut la rédaction d'un code pénal propre. Le roi Othon étant mineur, c'est le Conseil de Régence composé d'aristocrates bavarois qui s'en chargea : le ministre de la Justice, le juriste allemand Ludwig von Maurer, en supervisa la rédaction. Rédigé sur le modèle du code pénal bavarois de 1813 du juriste Feuerbach, le nouveau code fut publié le 10 janvier 1834 en deux langues, grec et allemand, et entré en vigueur le 19 avril suivant. Le 3 novembre 1836 fut publié une version révisée en grec uniquement. En 1911, une commission de révision du Code fut mise en place mais se distingua pour l'extrême lenteur de ses travaux, au point que le projet de révision commença à être qualifié de « voile de Pénélope ». Il fut finalement publié 40 ans plus tard en 1950 avec l'adoption de la loi n°1492, et entré officiellement en vigueur le 1951.
La codification du droit civil prit aussi du temps. Une première commission de révision mise en place en février 1835 échoua à moderniser le droit civil et le gouvernement royal émit un décret en mars suivant officialisant le recours systématique au droit byzantin. L'Hexabible de Constantin Harménopoulos, un juriste thessalonicien du XIVe siècle qui avait compilé les principaux textes juridiques byzantins, servit de base juridique. Les commissions de révision suivantes (1856, 1866-1874 et 1910) échouèrent toutes à produire un code civil unique, malgré les dispositions archaïsantes du droit byzantin. Sous l'influence allemande, s'appliqua en Grèce jusqu'en 1946 un droit byzantin mixte, inspiré de l'Hexabible et du Digeste de Justinien, soit une partie du Corpus juris civilis. Des juristes grecs comme Paul Calligas étaient conscients des lacunes du droit civil en vigueur et critiquaient l'Hexabible comme étant un recueil incomplet et trop parcellaire.
Au fur et à mesure que la Grèce s'agrandit, se juxtaposèrent quatre sources de droit civil différentes : les Îles Ioniennes, l'île de Samos et la Crète possédaient leur propre code civil tandis que la Grèce continentale continuait d'appliquer un droit byzantin mixte. En 1930, le Premier Ministre Eleftherios Venizélos nomma une nouvelle commission pour unifier le droit civil. Les travaux de la commission durèrent en longueur et n'aboutirent pas sur un texte unique ; enfin, en 1938, le gouvernement autoritaire de Ioánnis Metaxás relanca les travaux de la commission qui aboutit à la constitution d'un code civil unique deux ans plus tard en 1940. En raison de la Seconde Guerre mondiale, le nouveau code qui était censé entrer en vigueur le 1er juillet 1942 ne fut promulgué qu'en février 1946.

## Sources du droit

### Constitution
La Constitution est la loi suprême de l’État.

### Droit pénal
La source du droit pénal grec est le Code de procédure pénale (Ποινικός Κώδικας). Depuis que la peine de mort a été abolie en 1993, la peine de réclusion criminelle est la sanction la plus grave applicable. À l'instar du système pénal français, il existe un procureur de la République (εισαγγελέας) près les cours d'assises. Le procureur de la République dirige et contrôle l'enquête préliminaire pour chaque acte criminel. Il est membre du tribunal et prend la parole au cours du procès, mais il n'a pas le droit de participer à la réunion d'adoption du jugement, bien qu'il veille à ce qu'il soit exécuté. Le procureur jouit d'une indépendance fonctionnelle et personnelle en vertu de la Constitution. Cependant, contrairement aux juges, les procureurs sont obligés d'obéir aux ordres de leurs supérieurs hiérarchiques. Le procureur de la Cour de cassation (Άρειος Πάγος) dispose de pouvoirs étendus dans les affaires civiles, car lui-même ou les procureurs adjoints de la Cour ont le droit de donner leur avis dans n'importe quelle affaire, civile ou pénale. L'École nationale de la magistrature (Εθνική Σχολή Δικαστικών Λειτουργών), créée en 1995 et fonctionnant sous l'autorité du ministère de la Justice, forme les magistrats et procureurs grecs.
En novembre 2019 après trois révisions successives, entre en vigueur une version révisée du Code de procédure pénale. La première version de juin 2019 adopté par le gouvernement de coalition de gauche d'Aléxis Tsípras fut révisé en juillet et en novembre par le nouveau gouvernement conservateur de Kyriákos Mitsotákis, qui entre-temps avait remporté les élections législatives anticipées.
La définition du viol est modernisée : Tout rapport sexuel sans consentement est défini comme un viol ; la violence physique n’est pas considéré comme élément nécessaire à la constitution du viol. Plusieurs modifications ont été apportées par la réforme en ce qui concerne le calcul et l'imposition de sanctions pécuniaires. En outre, des notions illustrant l'approche de la justice réparatrice sont introduites dans les procédures pénales grecques, telles que la conciliation pénale et la négociation pénale.
La corruption, considérée jusqu'là comme un crime, est requalifié en délit, assouplissant ainsi les peines prononcées par les juges en cas de corruption. Les peines encourues établies à l'article 236 du Code ont été modifiées à trois reprises, entre la révision de juin 2019, celle de juillet puis celle de novembre : « Si l’acte ou l’omission susmentionné est contraire aux devoirs du fonctionnaire, le contrevenant est passible d’une peine d’emprisonnement pouvant aller jusqu’à dix ans et d’une amende de 15 000 à 150 000 €. » En juillet, l'article devient : « Le contrevenant est passible d’une peine d’emprisonnement d’au moins trois ans (délit) et d’une amende. » Et en novembre dans sa version finale : « cinq à huit ans d’emprisonnement (crime) et d’une amende. » Le Groupe d'États contre la Corruption du Conseil de l'Europe rend un rapport critiquant ce changement dans son rapport de mars 2022, fragilisant la législation contre la corruption.
La principale innovation de la réforme judiciaire de 2019 est l'introduction du principe de subsidiarité du droit pénal, c'est-à-dire le fait de ne pas recourir au droit pénal chaque fois que « l'on pourrait atteindre le même but par des moyens plus doux ». Auparavant, le droit pénal grec incluait une série de contraventions pénales. Également, le nouveau code de procédure pénale inclut une réforme du système des peines : outre les peines de privation de liberté ou pécuniaire, est introduit la prestation de travail utile au bien commun, un travail d'intérêt général. La limite maximale de la réclusion temporaire est augmentée de dix à quinze ans.

### Droit international
L'article 28(1) de la Constitution dispose :

« Les règles du droit international généralement reconnues, ainsi que les conventions internationales dès leur ratification par la loi et leur entrée en vigueur conformément aux dispositions de chacune d'elles, font partie intégrante du droit hellénique interne et priment toute disposition de loi contraire. L'application des règles du droit international et des conventions internationales à l'égard des étrangers est toujours soumise à la condition de réciprocité. »

— Article 26(1) de la Constitution

### Droit de l’Union européenne
La perspective de l’adhésion de la Grèce à l'Union européenne entraîna l'ajout de deux paragraphes à l’article 28 :

« 2. Afin de servir un intérêt national important et de promouvoir la collaboration avec d'autres États, il est possible de reconnaître, par voie de traité ou d'accord, des compétences prévues par la Constitution à des organes d'organisations internationales. Pour l'adoption de la loi ratifiant le traité ou l'accord, la majorité des trois cinquièmes du nombre total des députés est requise.
3. La Grèce procède librement, par une loi adoptée à la majorité absolue du nombre total des députés, à des restrictions à l'exercice de la souveraineté nationale, dans la mesure où cela est dicté par un intérêt national important, ne lèse pas les droits de l'homme et les fondements du régime démocratique et est effectué sur la base du principe d'égalité et sous condition de réciprocité. »

À la suite d'une modification de 2001, une clause interprétative fut ajoutée à l’article 28 disposant que celui-ci était la base de la participation de la Grèce l’Union européenne.

### Législation
L'article 26(1) de la Constitution dispose que « la fonction législative est exercée par la Chambre des députés et le président de la République ».

## Sources

## Compléments